# Nationalstraße 329 (China)
Die Nationalstraße 329 (chinesisch 329国道, Pinyin 329 Guódào, englisch China National Highway 329), chin. Abk. G329, ist eine 292 km lange, in Ost-West-Richtung verlaufende Fernstraße im Osten Chinas in der Provinz Zhejiang. Sie beginnt in der Metropole Hangzhou und führt über Xiaoshan, Shaoxing, Shangyu und Cixi zur Hafenmetropole Ningbo. Ein weiteres Teilstück verläuft auf den Inseln Zhoushan und Zhoujiajian (Stadtbezirk Putuo).